# 5835 Майнфранкен
5835 Майнфранкен (5835 Mainfranken) — астероїд головного поясу, відкритий 21 вересня 1992 року.
Тіссеранів параметр щодо Юпітера — 3,171.